# Zygodon magellanicus
Zygodon magellanicus är en bladmossart som beskrevs av Per Karl Hjalmar Dusén och Nicolajs Malta 1926. Zygodon magellanicus ingår i släktet ärgmossor, och familjen Orthotrichaceae. Inga underarter finns listade i Catalogue of Life.